# Monte Diablo
El monte Diablo (en inglés: Mount Diablo) es una montaña situada en el condado de Contra Costa en el Área de la Bahía de San Francisco, al sur de la ciudad de Clayton y al noroeste de Danville. Su cima aislada culmina a los 1173 m y es visible del conjunto de la bahía de San Francisco y desde numerosos emplazamientos del Norte de California. El monte Diablo se asemeja a una doble pirámide bajo numerosos ángulos, e incluye varias cumbres secundarias, la más importante y la más cercana en la otra mitad de la doble pirámide, es el North Peak (cumbre septentrional), que culmina a 1084 m.
En 1982, el parque estatal Monte Diablo fue declarado hito natural nacional, al ser una de las pocas áreas en la región donde los estratos geológicos de Jurásico, Cretácico y Terciario se pueden ver en un espesor acumulado de 12 800 m.

### Parque estatal Monte Diablo
El pico está en el parque estatal Monte Diablo, un parque estatal de 8000 ha. El parque fue establecido en 1931 y fue el primer espacio abierto público de un complejo —para salvaguardar al monte Diablo— que comprende 38 reservas, incluyendo espacios abiertos cercanos a la ciudad, parques regionales, cuencas hidrográficas, que están amortiguadas en algunas áreas con tierras privadas protegidas con servidumbres de conservación. Las tierras preservadas en y alrededor del monte Diablo totalizan más de 36 000 ha.

## Geografía
La cumbre del monte Diablo es en sí accesible mediante vehículos motorizados, excursionistas o ciclistas (el tiempo marca en bicicleta a partir de Athenian School en la ciudad de Diablo hasta la cima es de menos de 45 minutos.
Con tiempo claro, es posible percibir desde la cumbre el macizo montañoso de Sierra Nevada y la montaña del extremo meridional de la cordillera de las Cascadas, el volcán de pico Lassen, en aproximadamente 290 kilómetros a la redonda. El monte Shasta permanece invisible a causa de la curvatura terrestre, pero el Half Dome del parque nacional de Yosemite es visible con tiempo excepcionalmente claro con la ayuda de un telescopio.
La visibilidad desde la cima es mejor en el invierno cuando se ha limpiado la atmósfera, en el verano está muy velada. El monte Diablo puede ser vislumbrado desde Stockton con tiempo claro y a una distancia equivalente, como a la que está  Sierra Nevada por el este.

## Historia natural

### Geología
El monte Diablo es una anomalía geológica localizada aproximadamente a unos 50 km al este de la ciudad de San Francisco. La montaña es el resultado de la compresión geológica y del levantamiento causados por los movimientos de las placas terrestres. La montaña se encuentra entre fallas de convergencia de terremotos y continúa creciendo lentamente. Mientras que las fallas principales en la región son del tipo de bandas de deslizamiento, una falla de empuje significativa (sin el rastro superficial) se encuentra en el flanco del suroeste de la montaña. El levantamiento y la erosión subsecuentes han expuesto al aire el fondo oceánico antiguo formado por rocas cuya edad oscila de jurásico al cretáceo y que ahora forman la cumbre. La montaña crece de tres a cinco milímetros cada año
La porción superior de la montaña se compone de depósitos volcánicos y sedimentarios de lo que una vez fueron uno o más arcos de islas de la placa pacífica que databa de los periodos jurásico y cretácico, hace entre 190 y 90 millones de años. Durante este tiempo, la placa pacífica yacía debajo del continente norteamericano. Estos depósitos fueron raspados de la tapa y acrecentados sobre la placa norteamericana. Esto dio lugar al basalto y a la serpentina  muy torcidos y fracturados del ofiolito del Monte Diablo y de los metasedimentos del complejo franciscano alrededor de la cumbre. Al este de la zona de la subducción, una cuenca llena del sedimento de la sierra ancestral más alejada al este. Hasta 18.000 m de piedra arenisca, de lutolita, y de piedra caliza de la gran sedimentación del valle fueron depositados hace entre 150 a 66 millones de años. Estos depósitos ahora se encuentran apilados contra los depósitos de ofiolitos y los franciscanos. 
Durante últimos 20 millones de años, los depósitos continentales han sido colocados y empujados periódicamente posteriormente alrededor por el sistema recién formado de la falla de San Andrés, formando las sierras de la costa. Durante los últimos cuatro millones de años, la dislocación local ha dado lugar a la compresión, al plegamiento, al levantamiento, y a la erosión, trayendo las varias formaciones a su yuxtaposición actual. Esta acción de dislocación está en curso y continuará deformando el monte Diablo, junto con el resto de las sierras de la costa.
El área de la cumbre del monte Diablo se compone de depósitos de piedra arenisca grís ("graywacke"), sílex, basalto volcánico oceánico (diorita) y una cantidad de menor importancia de pizarra. El sílex franciscano rojo duro es de origen sedimentario y rico en radiolarios microscópicos fósiles. En las colinas occidentales de la montaña hay grandes depósitos de rocas más jóvenes de piedra arenisca ricas en conchas marinas, con una gran inclinación y en los lugares que forman fuertes fracturas. El monte Diablo es una pirámide doble y algunos dicen que se asemejan a un volcán (pero no lo es).
Hay depósitos de la arena vitrificada y carbón de baja calidad al norte de la montaña, que fueron explotadas mediante minas durante el siglo XIX y a inicios del siglo XX, pero está abierto ahora a los visitantes como la Reserva Regional Minas Diamante Negro. Las visitas guiadas a las minas de arena y de carbón se organizan aquí.

### Vegetación

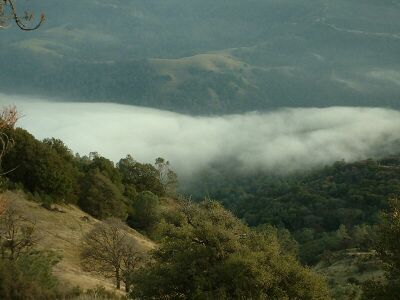
Vista del parque en dirección suroeste, desde casi la cima del Mount Diablo.

La vegetación es un bosque mixto de roble-encinos, sabana y herbazales abiertos con chaparral con una serie de especies endémicas, tales como Mount Diablo manzanita (Arctostaphylos auriculata), Mount Diablo fairy-lantern (Calochortus pulchellus), chaparral bellflower (Campanula exigua), Mount Diablo bird's beak (Cordylanthus nidularius), y Mount Diablo sunflower (Helianthella castanea). El parque incluye importantes matorrales, ejemplos aislados, y cubresuelos mixto de western poison-oak (Toxicodendron diversilobum). (Es mejor aprender las características de este arbusto y su toxina antes de ir de excursión a través de senderos estrechos, ser consciente que puede estar sin hojas en el invierno, pero tóxico al entrar en contacto con él).
En las máximas alturas hay grupos de Knobcone pine (Pinus attenuata), Foothill pine (Pinus sabineana), y Coulter pine (Pinus coulteri) (los cuales se presentan en las proximidades del "Reserva Regional Minas Diamante Negro" y marcan el extremo norte de la sierra).
En el año 2005, la Especie en peligro de extinción Mount Diablo buckwheat (Eriogonum truncatum), que se creía extinta pues el último avistamiento ocurrió en 1936, fue redescubierta en un área poco transitada de la montaña.

### Vida silvestre
Toda la vegetación, minerales y fauna dentro del parque están protegidos y es ilegal sustraer del medio a cualquiera de ellos o acosar cualquier fauna.
Entre los animales más comúnmente avistados se encuentran, coyote (Canis latrans), bobcat (Lynx rufus), Black-tailed Deer (Odocoileus hemionus columbianus), California Ground Squirrel (Spermophilus beecheyi), Fox Squirrel (Sciurus niger) y Grey Fox (Urocyon cinereoargenteus); otros muchos mamíferos también están presentes incluido el Mountain lion (Puma concolor). También es un refugio muy importante de los amenazados Alameda Whipsnake (Masticophis lateralis), California red-legged frog (Rana draytonii). Entre las especies salvajes menos comunes se incluyen los reintroducidos peregrine falcon (Falco peregrinus), ringtail cat (Bassariscus astutus), y por el este American badger (Taxidea taxus), San Joaquín kit fox (Vulpes macrotis mutica), roadrunners (Geococcyx), California tiger salamander (Ambystoma californiense), y burrowing owl (Athene cunicularia). También hay especies exóticas (no nativas) animales tales como el Red Fox (Vulpes vulpes) y Opossum, siendo este último el único marsupial de Norteamérica.
Entre septiembre y octubre se puede ver la araña macho de la tarántula (Aphonopelma smithi) buscando pareja. Estas arañas no son dañinas, al menos que se les provoque gravemente, sin embargo, su picotazo es tan peligroso como el de una simple abeja. Más peligrosa, sin embargo, es la araña viuda negra, pero menos probable de encontrarla.
En la temporada de invierno, entre noviembre y febrero, se pueden avistar al águila calva (Haliaeetus leucocephalus) y la Golden Eagle (Aquila chrysaetos). Estas aves se ven menos fácilmente que muchas rapaces. El águila de oro vuela particularmente en las altas elevaciones. Monte Diablo, sin embargo, es parte de la "Altamont Area/Diablo Range", que disfruta de la concentración más grande de águilas de oro que en ningún otro lugar. Ha habido estos últimos años avistamientos creíbles de los cóndores de California, que se han reintroducido en el "Pinnacles National Monument" situadas al sur del área de "Gilroy-Hollister". 
Uno de los animales peligros a tener en cuenta es la serpiente de cascabel del Pacífico Norte, Crotalus oreganus. Aunque generalmente es tímida y no amenazante, uno debe ser observador y cauteloso de por donde camina para evitar accidentalmente encontrarse con alguna. Se encuentran a menudo calentándose en zonas abiertas y soleadas (como en sendas y repisas) en días frescos, y nublados. 

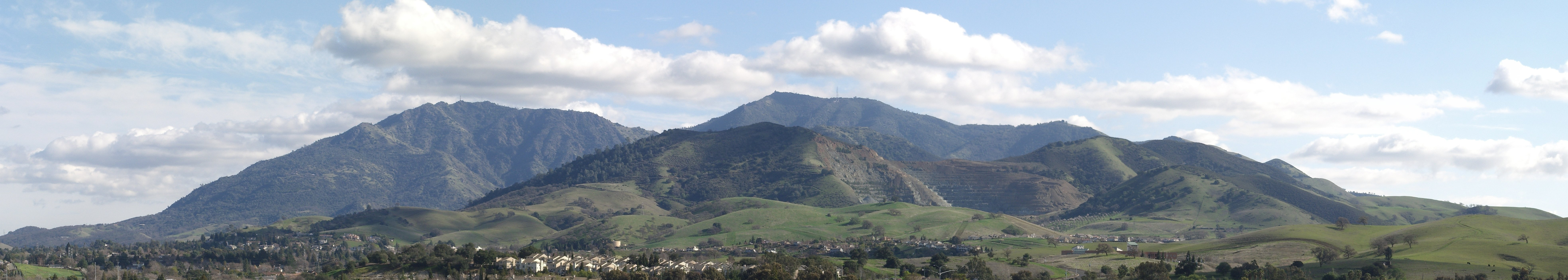
La cordillera del Diablo vista desde Concord. El monte Diablo está a la derecha.